# Велике Толбіно
Велике То́лбіно (рос. Большое Толбино) — присілок у складі Подольського міського округу Московської області, Росія.

## Населення
Населення — 67 осіб (2010; 2473 у 2002).
Національний склад (станом на 2002 рік):
- росіяни — 85 %